# Eremocoris abietis
Eremocoris abietis är en insektsart som först beskrevs av Carl von Linné 1758. Enligt Catalogue of Life ingår Eremocoris abietis i släktet Eremocoris och familjen Rhyparochromidae, men enligt Dyntaxa är tillhörigheten istället släktet Eremocoris och familjen fröskinnbaggar. Arten är reproducerande i Sverige. Inga underarter finns listade i Catalogue of Life.